# Sister (chanson de S!sters)
Pour les articles homonymes, voir Sister.
Chansons représentant l'Allemagne au Concours Eurovision de la chanson
You Let Me Walk Alone
(2018) Violent Thing
(2020)
Sister est un single du duo allemand S!sters sorti le 22 février 2019. La chanson a représenté l'Allemagne au concours Eurovision de la chanson 2019.

## Concours Eurovision de la chanson
La chanson représentait l'Allemagne au concours Eurovision de la chanson en 2019, à la suite de la sélection du groupe S!sters via l'émission télévisée Unser Lied für Israel. En tant que membre du "Big 5", l'Allemagne se qualifie automatiquement pour participer à la finale. En plus de leur participation à la finale, l'Allemagne était également tenue de diffuser et de voter à l'une des deux demi-finales. Le titre a terminé à la vingt-quatrième place avec 32 points.